# M40 저격총
M40은 미국 해병대의 표준 저격총이다. 대단히 높은 명중률을 가진 성공적인 수동식 저격총 중의 하나로, 미국 육군의 M24 SWS과 같이, 미국 역사상 볼트 액션 소총 베스트셀러 1위인 레밍턴 M700를 기반으로 하고 있다.
1960년대 중반, 미국 해병대는 베트남 전쟁에서 쓸만한 저격총을 찾던 중, 레밍턴사에 의뢰하게 되었다. 초기의 M40은 나무 개머리판을 가지고 있었으며, 레드필드(Redfield)사의 가변 3~9배율 망원 조준경을 주로 마운트하여 사용하였다. 시간이 지나 1970년대에 들어서, 미국 해병대는 화기의 개량을 시도하였다. 나무 개머리판에서 맥밀란사의 섬유유리 개머리판, 언에틸(Unertl)사의 10배율 밀닷(Mil-Dot)형 조준경을 채용하였다. M40A2부터는 화기의 성능을 최대한 끌어올리기 위해 제조한 "M118"와 "M118LR"의 개조된 탄약을 쓰기 시작하였다.
1996년에 또다시 개량에 들어가 2006년에 조준경으로는 슈미트&벤더(Schmidt & Bender)사의 "PMII 3~12배율 조준경", 개머리판으로는 "맥밀란 A4"를 채용하였다. 명중률을 올리기 위해 무거운 총신으로 바꾸는 등, 많은 변화로 인해 무게가 더욱 무거워졌다.

## 화랑

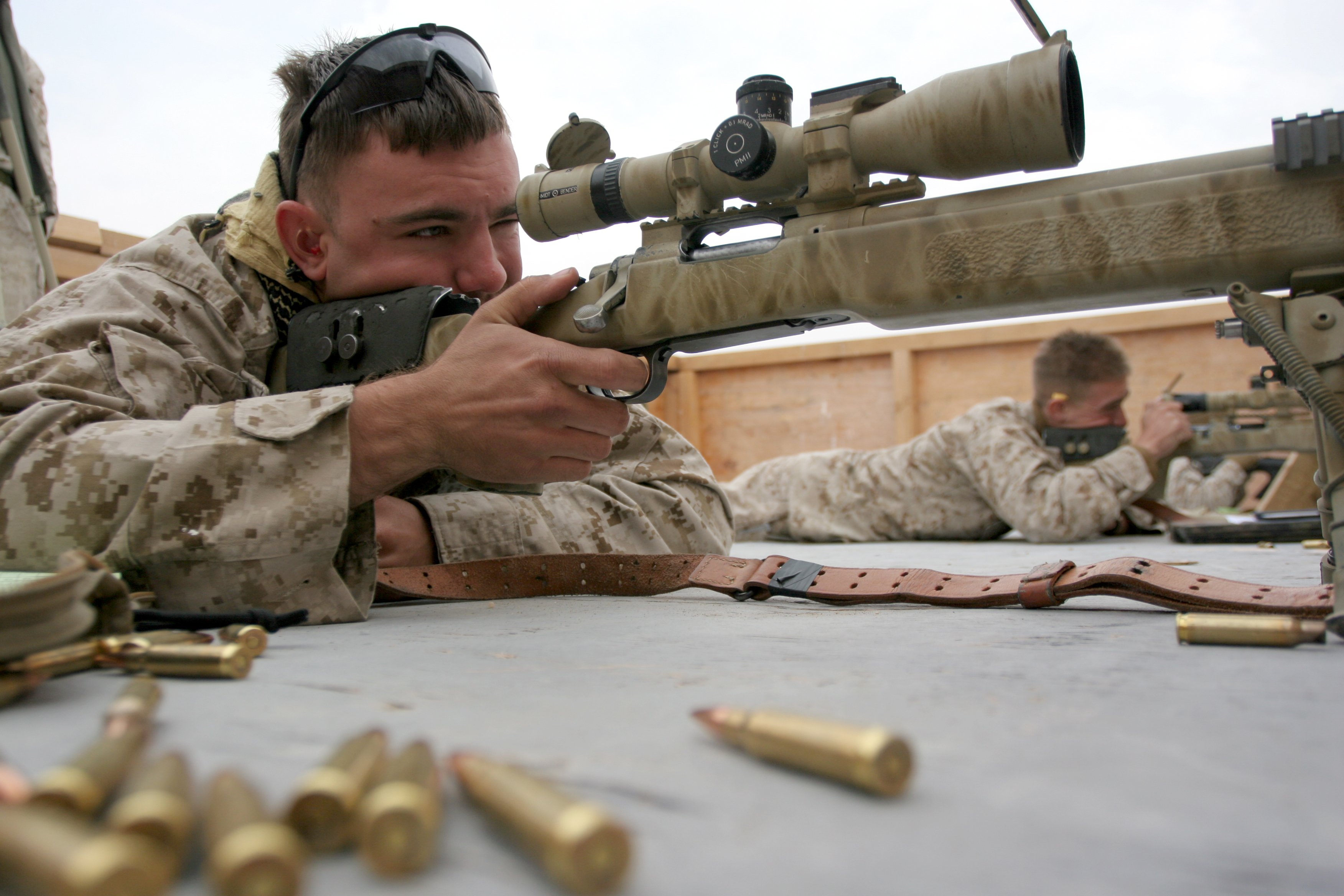
저격수는 M40 저격 소총으로 대상을 참여
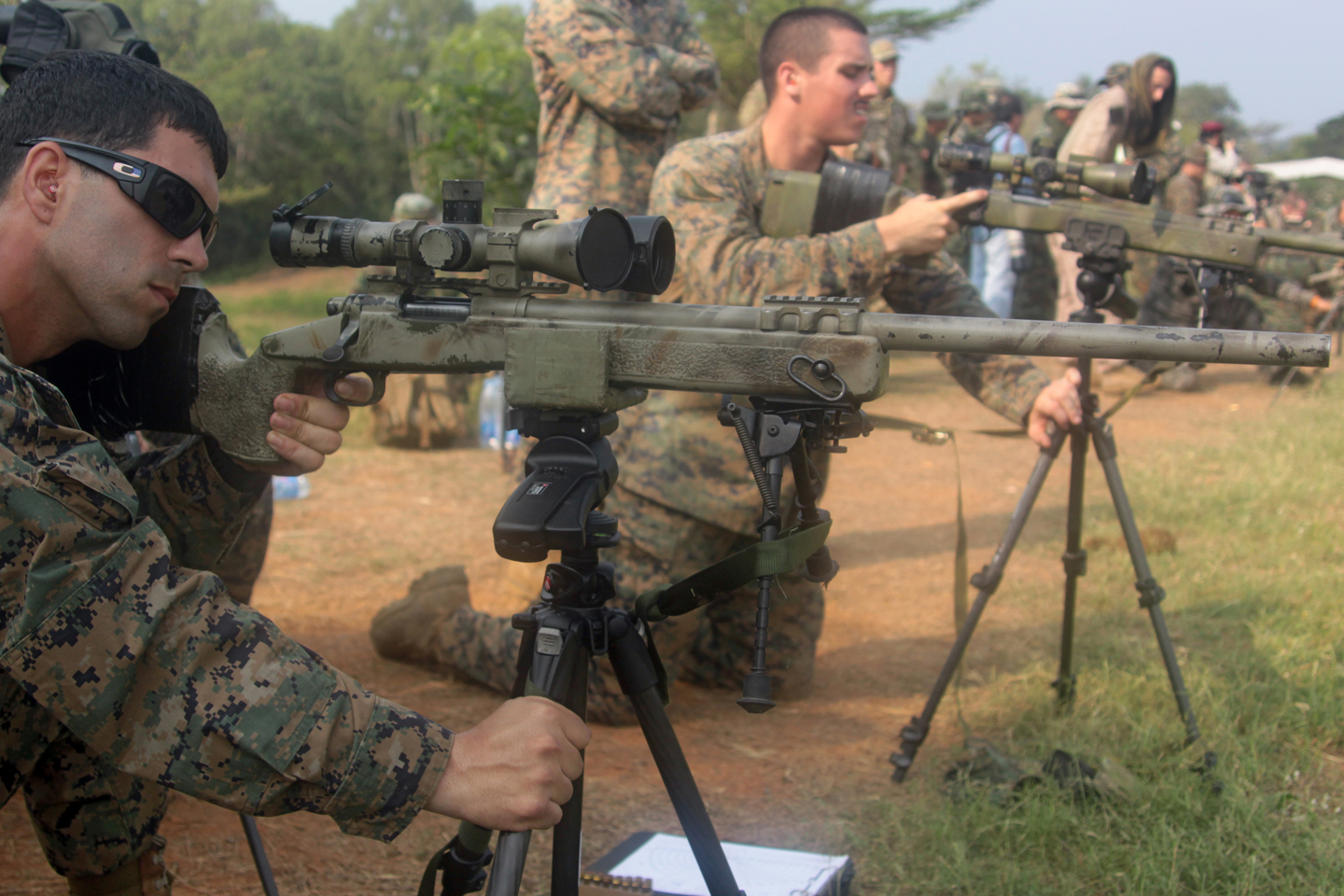
삼각대에 올려 놓은 상태
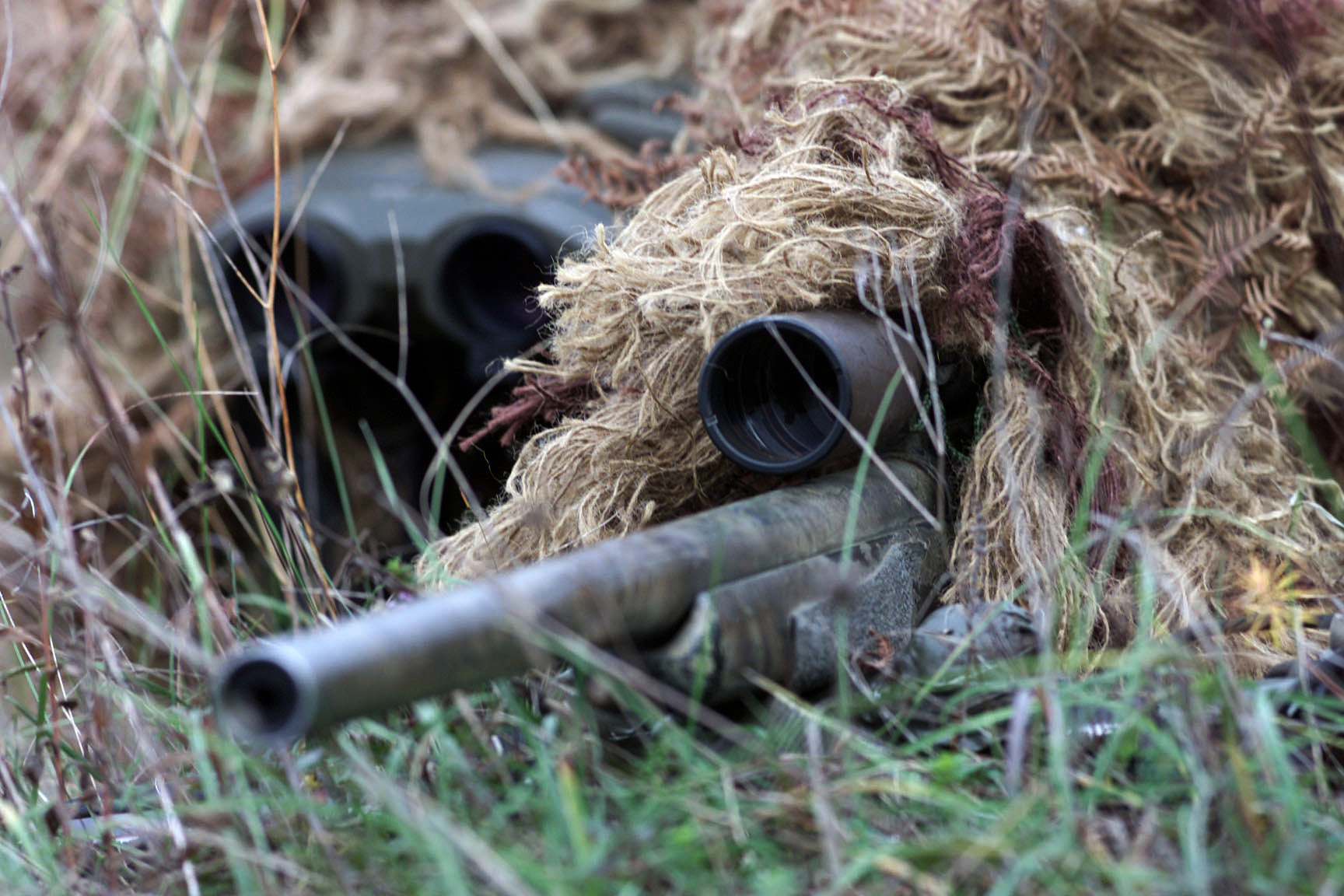
위장복인 길리 슈트를 착용하고서, M40을 사용중인 미해병 저격수와 관측수
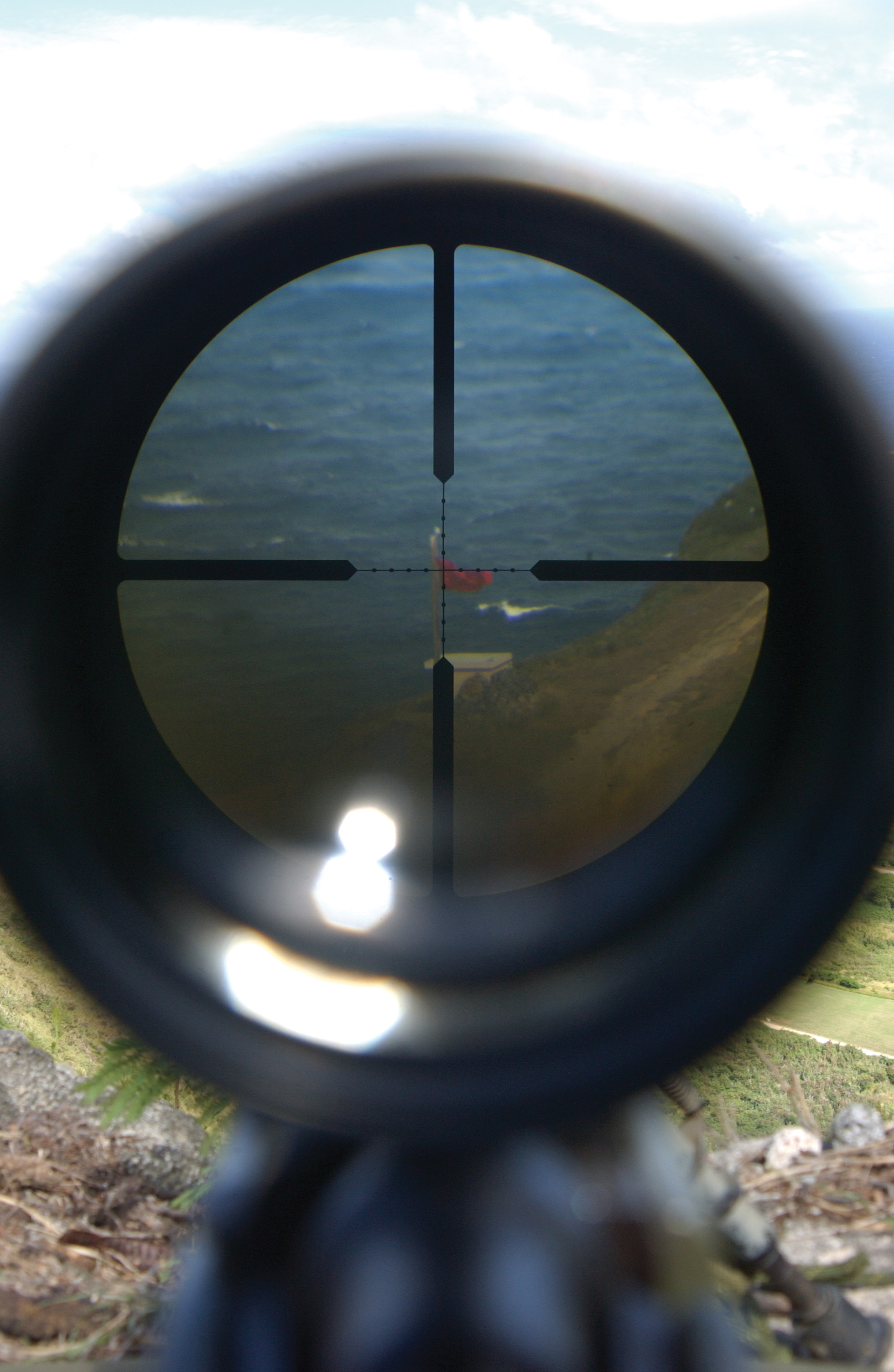
미해병 저격총 M40의 스코프
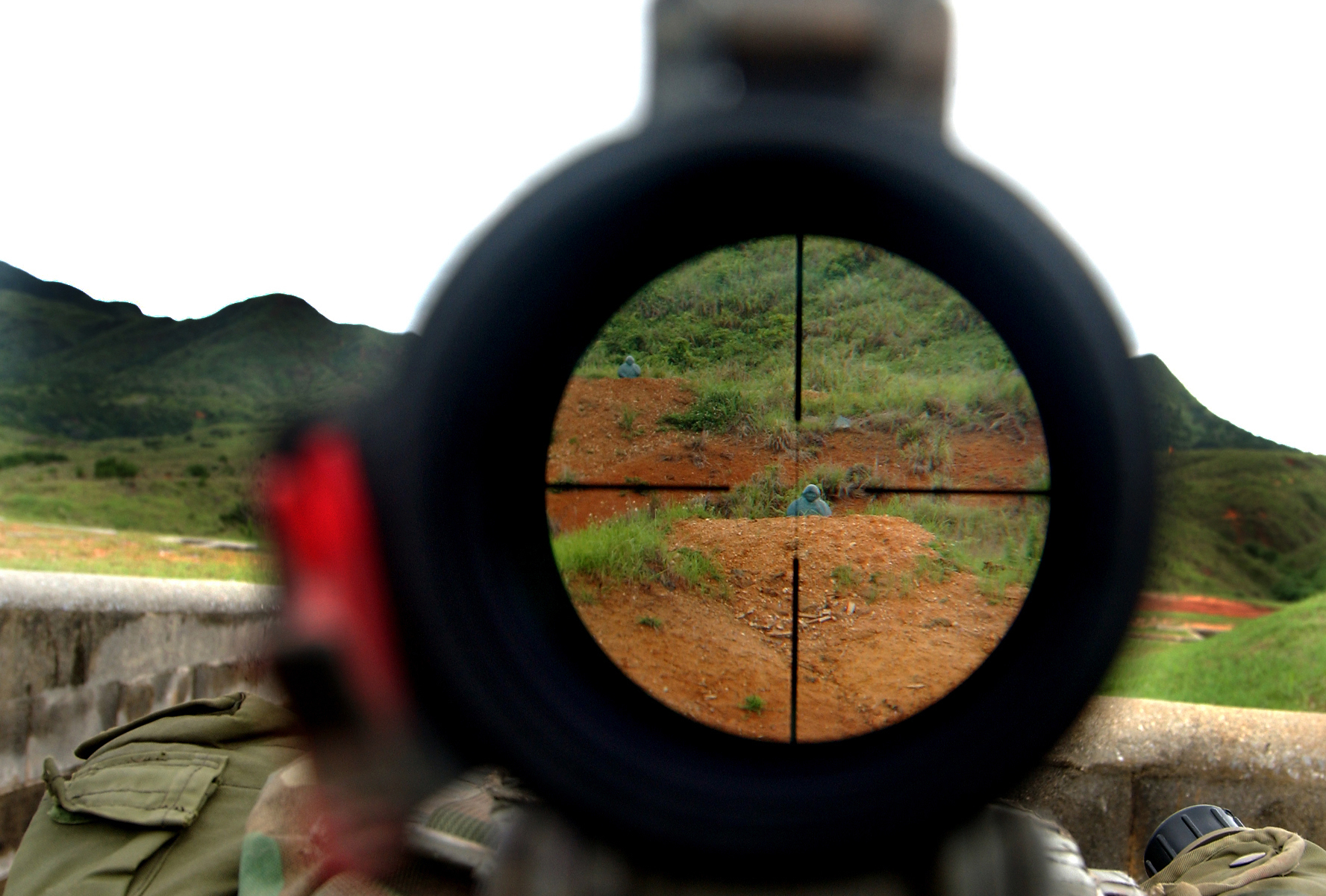
미국 육군 M24 SWS의 스코프

## 같이 보기
- 레밍턴 M700
- M24